# Bibir Mer
Bibir Mer é um filme de drama indonésio de 1991 dirigido e escrito por Arifin C. Noer. Foi selecionado como representante da Indonésia à edição do Oscar 1992, organizada pela Academia de Artes e Ciências Cinematográficas.

## Elenco
- Bella Esperance Lee
- Tio Pakusadewo
- Jajang C. Noer